# メリチェル・マス
メリチェル・マス（Meritxell Mas Pujadas、1994年12月24日 - ）は、スペイン・バルセロナ県グラノリェース出身のアーティスティックスイミング選手。2024年パリオリンピックチーム銅メダリスト。

## 経歴
2013年に地元のバルセロナで開催された世界水泳選手権では、チームテクニカル、チームフリー、コンビネーションの3種目で銀メダルを獲得した。
2019年に中国の広州市で開催された世界水泳選手権では、ハイライトで銅メダルを獲得した。2021年に日本の東京都で開催された2020年東京オリンピックではチームに出場したが、スペインは7位でメダルを逃している。
2022年にハンガリーのブダペストで開催された世界水泳選手権では、ハイライトで銅メダルを獲得した。2023年に日本の福岡市で開催された世界水泳選手権では、チームテクニカルで金メダルを獲得した。
2024年にアラブ首長国連邦のドーハで開催された世界水泳選手権では、チームテクニカルで銀メダルを獲得した。2024年にフランスのパリで開催された2024年パリオリンピックでは、チームで銅メダルを獲得した。